# Higinia Bartolomé de Alamo
Higinia Bartolomé de Alamo là một nhà thơ và nhà văn người Venezuela đến từ Barquisimeto. Một người đương thời của giáo sư Alberto Castillo Arráez, cô là vợ của Tiến sĩ Antonio Alamo (1873-1953), Bộ trưởng Bộ Phát triển và thống đốc bang Bolívar trong chính phủ của Juan Vicente Gómez.